# انجيلو دوريغو
انجيلو دوريغو (بالإيطالية: Angelo Dorigo)‏ (و. 1921  م) هو مخرج أفلام، وكاتب سيناريو، ومنتج أفلام، ومونتير إيطالي، ولد في بلونو.

## وصلات خارجية
- انجيلو دوريغو على موقع IMDb (الإنجليزية)
- انجيلو دوريغو على موقع قاعدة بيانات الفيلم (الإنجليزية)
- انجيلو دوريغو على موقع كينوبويسك (الروسية)

- انجيلو دوريغو في قاعدة بيانات الأفلام على الإنترنت